# Centrale nucleare Akademik Lomonosov
La centrale nucleare Akademik Lomonosov (in russo Академик Ломоносов) è una centrale nucleare russa galleggiante presso la città di Pevek nel Čaunskij rajon del circondario autonomo della Čukotka, è la seconda centrale nucleare galleggiante costruita al mondo, dopo lo Sturgis statunitense.
La centrale ospita due reattori da 64 MW totali di tipologia KLT-40S. L'accensione dei reattori di questo impianto è sincronizzata con la chiusura dell'impianto adiacente.

## Storia
Rosatom aveva in programma di costruire sette o otto centrali nucleari galleggianti entro il 2015. La prima di esse doveva essere costruita ed installata a Severodvinsk, inizialmente prevista per essere completato nel 2010, successivamente i piani sono cambiati. L'impianto doveva avere due reattori nucleari KLT-40S da 35 MW, funzionante ad uranio a basso arricchimento (<20%) e quindi con un intervallo di rifornimento di 3-4,5 anni. Se il reattore fosse stato utilizzato principalmente per la desalinizzazione, sarebbe stato rinominato APVS-80. La durata operativa della centrale è prevista in 38 anni: divisi in tre cicli di 12 anni con un'interruzione per la manutenzione maggiore di un anno e mezzo. La prima unità è stata creata come centrale elettrica nucleare galleggiante per assolvere alla cogenerazione con una capacità di dissalazione da 40.000 a 240.000 mc/d. La decisione di costruire una serie di centrali era ancora prevista per il 2014, quando ci si aspettava che il primo impianto fosse vicino alla messa in servizio. Il Rosenergoatom in precedenza aveva firmato un accordo con la JSC Kirov Factory per costruire ulteriori unità, e la Kirov Energomash, una sua sussidiaria, avrebbe dovuto essere la principale appaltatrice non nucleare di queste unità.
La chiglia della prima centrale nucleare galleggiante (FNPP), la Akademik Lomonosov, fu impostata nell'aprile del 2007 dalla Sevmash presso Severodvinsk, ma nell'agosto 2008 Rosatom cancellò il contratto (apparentemente per il carico eccessivo di commesse militari di Sevmash) e lo trasferì al Cantiere navale Baltiysky Zavoda a San Pietroburgo, che ha già esperienza nella costruzione di rompighiaccio nucleari. Dopo la firma di un nuovo contratto 9,98 miliardi ₽ nel febbraio successivo, la nuova posa della chiglia è avvenuta nel maggio 2009. Lo scafo da 21.500 tpl (lungo 144 m, largo 30 m) è stato lanciato alla fine di giugno 2010 ed i due reattori KLT-40S, prodotti dalla OKBM Afrikantov, sono stati installati nell'ottobre 2013. Il completamento e il rimorchio al sito era previsto per il 2012 con la connessione alla rete nel 2013, ma a causa dell'insolvenza del Cantiere navale Baltiysky Zavoda e dei processi legali che ne derivarono, è stato ritardato considerevolmente.
Quasi nessun lavoro è stato svolto nel 2011-12 dopo che 2 miliardi ₽ stanziati per finanziare la costruzione erano apparentemente sono scomparsi. La United Shipbuilding Corporation ha acquisito il cantiere navale nel 2012, ed un nuovo contratto con la Baltijsky Zavod-Sudostroyeniye, il successore dell'omonimo in bancarotta, è stato firmato nel dicembre 2012. Il costo di completamento della centrale è stato quindi valutato in 7.631 miliardi ₽ (248 milioni $). La centrale completata è stata rimorchiata attraverso il Mar Baltico fino a Murmansk per il caricamento del carburante e l'avvio del reattore presso la base Atomflot a maggio 2018. Dopo il caricamento del carburante, verrà trasportato a Pevek per la messa in servizio in loco nel 2019.
Il sito originariamente progettato per il dispiegamento del primo impianto era Vilyuchinsk, nella penisola di Kamchatka, per garantire elettricità e forniture di calore alla base navale. Nel settembre 2015 Rosatom ha firmato un accordo di cooperazione con il governo del circondario autonomo della Čukotka per lo sviluppo del settore energetico attorno all'Hub energetico Chaun-Bilibino, compresa l'installazione della prima centrale galleggiante a Pevek. La costruzione di impianti a terra per l'impianto è iniziata a settembre 2016 ed il tutto dovrebbe essere messo in servizio nel 2019. Pevek sulla Penisola dei Ciukci nell'estremo nord-est vicino a Bilibino, era originariamente progettato come il sito per il secondo impianto, in sostituzione della centrale nucleare di Bilibino. Tuttavia, alla fine del 2012 i Ministeri della Difesa, Energia e Industria hanno concordato di rendere Pevek il sito per la prima unità. Roesenergoatom ha dichiarato che il gettito tariffario della Čukotka lo ha reso più attraente rispetto alla base navale di Vilyuchinsk, a causa del suo collegamento a forniture di gas naturale dal 2014. I costi totali stimati per Pevek sono aumentati a 37 miliardi ₽ (740 milioni $) a maggio 2015, a causa delle opere infrastrutturali necessarie. Il governo sta contribuendo a questa infrastruttura costiera, con 5 miliardi ₽ nel 2016-20, portando ad un costo totale dell'impianto di 21,5 miliardi ₽, Rosenergoatom e prevede che il successivo costi 18 miliardi di ₽.
Complessivamente, la chiatta galleggiante con i due reattori avrebbe richiesto 10 anni di lavoro e 450 milioni di euro di investimenti, 10 volte meno del costo di una centrale nucleare tradizionale. Secondo la compagnia Rosaton, si tratterebbe della prima di sei unità "chiavi in mano" fornite a bordo di a palestra, una piscina e un bar (senza alcolici) per l’equipaggio, rappresentando un volano di sviluppo per l'economia locale.
La centrale galleggiante prende il nome dallo scienziato russo Michail Lomonosov.

## Impatto ambientale
Le associazioni ambientalistiche ritengono che la centrale porti con sé un rischio altissimo per l'ecosistema Artico, già messo in crisi dai cambiamenti climatici e considerano la tipologia di impianto vulnerabile in caso di disastri naturali.